# Folkets hus, Bromölla

I skånska Bromölla byggdes den första Folkets Hus-inrättningen på en historisk grund där agitatorn August Palm talade i början av 1900-talet (nuvarande bruksparksområdet). Invigningen skedde den 15 november 1908.
Nuvarande Folkets Hus byggdes trettio år senare och invigdes den 25 september 1938. Huvudtalare vid invigning var LO-ordförande Axel Strand och talare var även Dr. Ernst Wehtje j:r. Huset var ritat av arkitekt Tage Møller (Malmö).